# Ligidium blueridgensis
Ligidium blueridgensis är en kräftdjursart som beskrevs av Schultz1964. Ligidium blueridgensis ingår i släktet Ligidium och familjen gisselgråsuggor. Inga underarter finns listade i Catalogue of Life.